# Letiště Leoše Janáčka Ostrava
Mezinárodní Letiště Leoše Janáčka Ostrava (do prosince 2006 Letiště Ostrava-Mošnov) je třetí největší letiště v České republice s pravidelným mezinárodním provozem, jediné dostupné osobními vlaky. Nachází se v okrese Nový Jičín asi 10 km jihozápadně od města Ostrava, mezi dálnicemi D1 a D48 a blízko silnice I/58, na území obcí Mošnov, Albrechtičky a Petřvald. Letiště je položeno výhodně pro velkou část Moravskoslezského kraje; do nejbližšího města Příbora je to po silnici 5 km, do Nového Jičína 18 km, do centra Frýdku-Místku 20 km a do centra samotné Ostravy (k ÚAN) 22 km.
Majitelem letiště je od 1. července 2004 Moravskoslezský kraj. Dne 13. prosince 2006 byl letišti udělen název Letiště Leoše Janáčka Ostrava podle světoznámého hudebního skladatele Leoše Janáčka, který z tohoto kraje pocházel. Provozovatelem letiště je společnost Letiště Ostrava, a.s.
Každoročně od roku 2003 se zde konají Dny NATO v Ostravě.

## Historie

### Československo
Historie mezinárodního letiště Ostrava-Mošnov sahá do začátku dvacátého století, kdy na místě dnešní vzletové a přistávací dráhy prováděli své první pokusy průkopníci letectví, bratři Žůrovcové. V místě současného letiště vzniklo nejprve v roce 1939 polní letiště německé Luftwaffe pro útok na Polsko. Výstavba stálého letištního areálu započala v roce 1956 a byla dokončena v říjnu 1959. V téže době byl na Mošnov převeden veškerý provoz z nevyhovujícího letiště v Ostravě-Hrabůvce. Novodobá historie ostravského letiště začíná 16. října 1959, kdy tu přistálo první civilní letadlo. Tímto strojem byl letoun Tu-104A. Civilní letový provoz zajišťovala společnost ČSA, část letiště sloužila pro vojenské účely. Dne 21. srpna 1968 přistál na Mošnovském letišti stíhací bombardovací pluk (APIB) s letouny Su-7B a sovětský tankový pluk obsadil letiště. Odtud také nějakou dobu působily sovětské transportní letouny An-12.

### Česko
Po revoluci v roce 1989 bylo vojenské využívání letiště ukončeno a provozovatelem se stala Česká správa letišť. Dne 1. července 2004 bylo mošnovské letiště převedeno do vlastnictví Moravskoslezského kraje (podle zákona č. 166/2004 Sb.) a jeho provozovatelem se stala společnost Letiště Ostrava, a.s. V roce 2004 bylo letiště zbaveno práva vstupního místa pro provádění rostlinolékařských kontrol, jež byly soustředěny na letiště Praha–Ruzyně, což omezilo možnost nákladní dopravy rostlinných potravin a krmiv. Tento krok byl odstraněn roku 2006 změnou zákona o rostlinolékařské péči, kdy se letiště Ostrava i Brno–Tuřany stala vstupním místem pro provádění dovozní rostlinolékařské kontroly. Za 320 milionů korun (280 milionů poskytl kraj, 40 milionů Evropská unie) byla vybudována nová odletová hala, otevřená 13. prosince 2006.[zdroj?]
Dne 30. září 2004 zde poprvé přistál dvoupatrový letoun Boeing 747, konkrétně společnosti Corsair.
Od 13. prosince 2006 se letiště jmenuje podle hudebního skladatele Leoše Janáčka, rodáka z nedalekých Hukvald. Letiště pokřtil hejtman Evžen Tošenovský společně s ředitelem Letiště Ostrava. Vybíralo se ze tří jmen: Jan Amos Komenský, Sigmund Freud a Leoš Janáček.[zdroj?]
Na jaře 2008 bylo na letišti otevřeno letecké opravárenské centrum CEAM, které poskytuje servis jak turbovrtulovým Saabům 340, tak velkokapacitním strojům zahraničních společností. Bylo založeno také kvůli dnes již zaniklé letecké společnosti Job Air (Central Connect Airlines).[zdroj?]
Do funkce generálního ředitele Letiště Ostrava byl od 19. května 2017 představenstvem společnosti jmenován Jaromír Radkovský. Nahradil tak ve funkci odstupujícího Pavla Schneidera. V roce 2017 proběhla soutěž Moravskoslezského kraje na letecké spojení do Amsterdamu či Helsinek, s tím že by lety byly dotované. Ani po prodloužení soutěže se nenašel nikdo, kdo by linku chtěl provozovat.
V roce 2019 využilo letiště 323 320 cestujících a bylo odbaveno 8 392 tun nákladu. V roce 2020, který byl silně zasažen pandemií covidu-19, bylo letištěm odbaveno pouze 37 709 cestujících. V oblasti cargo přepravy letiště navýšilo objem přepraveného nákladu na 14 228 tun.
Po rušení linek v zimní letovém řádu 2018/2019 se chtělo letiště více zaměřit na rozvoj nákladní přepravy. Tomuto cíli měl posloužit i budovaný Ostrava Airport Multimodal Park, který vyrůstal v okolí jižní části letiště. V tomto areálu zahájil v roce 2022 provoz intermodální Terminál Ostrava-Mošnov a v září 2022 nové logistické centrum České pošty.

## Vybavení letiště

### Terminály

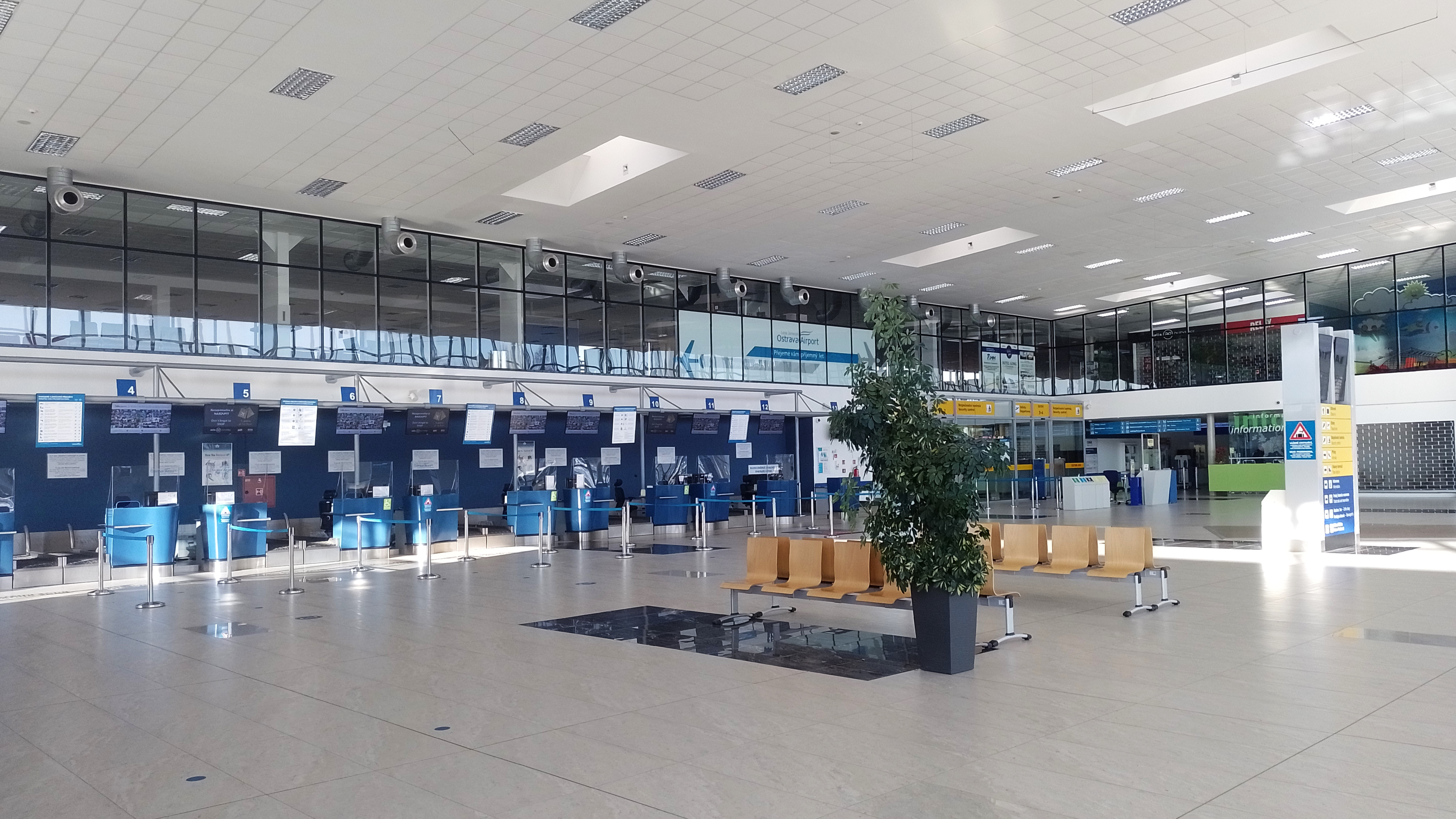
Interiér odletové haly

Na letišti se nachází jeden terminál pro cestující postavený v první dekádě 21. století. Terminál využívá i prostory starého letiště, ve kterém je alokována příletová hala Letiště Leoše Janáčka v Ostravě. Ve veřejné části odletového terminálu se nachází 13 odbavovacích přepážek a kiosky cestovních kanceláří a leteckých společností. Nachází se zde také informace a bezpečnostní kontrola pro vstup do neveřejné části letiště. Neveřejná část odletového terminálu je dvoupatrová budova, v přízemí se nachází brány A1 až A4, v druhém podlaží brány B1 až B3. V neveřejné části letiště se nachází restaurace, bar, bufet, obchod a VIP salónek. K dispozici je pro cestující také dětský koutek a přebalovací pult. Kapacita terminálu je 500 osob za hodinu.[zdroj?]
Na letišti se nacházejí také dva terminály pro letecké cargo, přičemž druhý terminál byl otevřen na podzim roku 2023. Celková kapacita obou terminálů je 36 000 tun nákladu ročně. 

### Stojánky
Letiště Ostrava disponovalo k roku 2020 třemi stojánkami:
- APN Central – Jedná se o stojánku v blízkosti terminálu pro cestující a je využívaná pro lety komerční dopravy. Stojánka má kapacitu pět letadel kódového písmene C (např. A320 nebo B737) 2 letadla kódového písmene D (např. Airbus A330).
- APN Jih – Jedná se o stojánku v blízkosti nákladního terminálu, jsou zde odbavovány nákladní lety. Kapacita stojánky jsou tři letadla kódového písmene C, 3 letadla kódového písmene D nebo 1 písmene D a 1 písmene E.
- APN GA – 13 stání pro letadla všeobecného (nekomerčního) letectví

Na letišti jsou k dispozici i soukromé stojánky před hangáry GA společností působících na letišti. K dispozici jsou také stojánky před hangáry v servisní zóně, které se v časech většího uzemnění letadel používají pro dlouhodobé odstavení letounů (např. během pandemie covidu-19).
V roce 2023 se začalo budovat rozšíření jižní stojánky, které nabídne dalších 5 stání pro širokotrupá letadla. 

## Letecká spojení

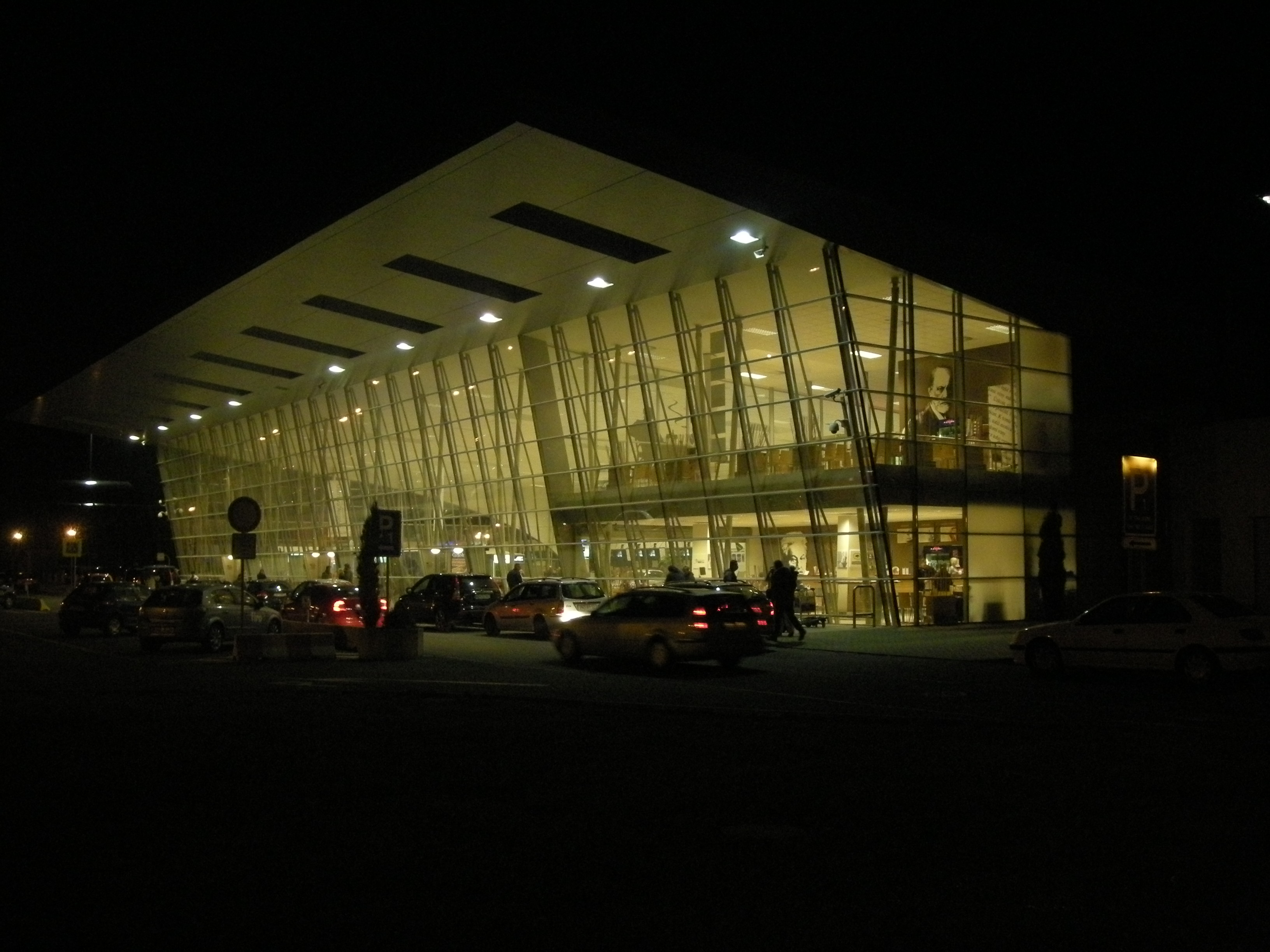
Hlavní terminál v noci

Letecká společnost Smartwings provozuje přes hlavní sezónu pravidelné i charterové linky do Řecka, Bulharska, Španělska, Turecka a Egypta. Přes léto sem létá několik charterových společností, například Tunisair a Tailwind Airlines.[zdroj?]
Od června 2013 zajišťuje společnost Ryanair pravidelnou linku do Londýna na letiště Stansted, s původní frekvencí tři lety týdně. V období zimního letového řádu 2020/2021 byla linka přerušena z důvodu pandemie covidu-19, k obnovení došlo od 19. června 2021 s frekvencí 2 letů týdně. Od dubna 2024 se plánovaly opět 3 týdenní rotace do Londýna.[zdroj?]
Od 30. března 2020 měl LOT létat pětkrát týdně na letiště do Ostravy – spojení s Varšavou (WAW). Kvůli epidemii koronaviru byl začátek provozu linky odložen na 25. října 2020 s počtem rotací 10 týdně. V průběhu října 2020 LOT potvrdil, že linka Ostrava–Varšava bude zahájena 25./26. října 2020. Byl představen aktualizovaný letový řád, která počítal s odletem z Ostravy ráno a příletem do Ostravy večer s 5 rotacemi týdně.
Od července 2019 z letiště létá pravidelná nákladní linka do Uzbekistánu (Taškent) a Číny (Urumči) společnosti Uzbekistan Airways s letounem Boeing 767 2× týdně.
Společnost EGT Express 20. března 2020 oznámila, že bude zajišťovat linku z Ostravy do Šanghaje operovanou Uzbekistan Airways alespoň 1x týdně.
Na přelomu léta a jara 2020 byl provoz navzdory útlumu v době pandemie covidu-19 rozšířen o pravidelné nákladní linky do Dháky a Láhauru.
Na konci léta 2020 pokračoval rozvoj nákladní dopravy pod hlavičkou EGT Express novou linkou na mezinárodní letiště Š’-ťia-čuang Čeng-ting v Che-peji v Čínské lidové republice. Linka měla být v provozu 2x týdně s odlety vždy ve středu a sobotu.
14. září 2020 Letiště Ostrava oznámilo na svém facebookovém profilu vznik nové nákladní linky do Kolína nad Rýnem společnosti UPS Airlines operovanou letounem ATR 42 s frekvencí 5× týdně.
5. listopadu 2020 letiště v tiskové zprávy oznámilo, že polský národní dopravce LOT zavede leteckou linku na Letiště Václava Havla v Praze. Linka byla dočasná vzhledem k soudobé situaci v letectví během pandemie covidu-19. Linka nahrazovala spojení Prahy a Varšavy (nově s mezipřistáním v Ostravě) a byly také upravený časy odletů do Varšavy.
Ostravské letiště bylo od 29. března 2022 díky LOT Polish Airlines opět letecky propojeno s Varšavou. Linka přinesla napojení nejen s polským hlavním městem, ale díky návazným letům a členství aerolinky v alianci leteckých dopravců Star Alliance, také s více než 80 destinacemi v Evropě, Severní Americe a Asii.
V červnu roku 2022 začala na objednávku logistické společnosti EGT Express létat do Číny přes Kazachstán letadla společnosti SkyTaxi. Linka létala 3x týdně s letouny Boeing 767-200. Spojení bylo přerušeno v listopadu 2022 a již nebylo obnoveno. Polská společnost SkyTaxi ovšem z ostravského letiště nevymizela zcela. Nadále jeho služby využívá jako evropskou základnu všech svých letadel k účelům parkování a pro lehkou až středně těžkou údržbu. Na podzim 2023 se ke stávajícím Boeingům 767-200 přidal první verze -300, registrace SP-MRG.
V průběhu roku 2023 cestovní kancelář Čedok oznámila, že v letní sezóně 2024 rozšíří nabídku destinací např. albánskou Tiranu, egyptskou Mersa Matrúh, tuniskou Enfidhu a další. V průběhu podzimu téhož roku letecká společnost Air Montenegro ohlásila linku do černohorské Podgorici. Na začátku prosince poté dopravce Ryanair oznámil novou linku do španělské do Malagy, první let byl naplánován na pondělí 3. června 2024.
V dubnu 2024 cestovní kancelář Čedok oznámila, že v průběhu zimní sezóny 2024/2025 nabídne charterové lety na Mauricius a Phuket (Thajsko). Lety budou obsluhovány širkotrupým letounem B787 společnosti Neos. 
Během listopadu 2024 letecká společnost Ryanair oznámila, že od letního letového řádu 2025 bude provozovat linku na letiště Girona-Costa Brava (označované jak Barcelona-Girona) s frekvencí 2x týdně.

### Pravidelní dopravci
Na letiště v Ostravě létají následující dopravci (aktualizováno k 12. lednu 2025):
| Letecká společnost | Destinace          | Destinace                                                                           | Letadlo                |
| ------------------ | ------------------ | ----------------------------------------------------------------------------------- | ---------------------- |
| Bulgaria Air       | Bulharsko          | Charter: Burgas                                                                     | Boeing 737-300         |
| Freebird Airlines  | Turecko            | Charter: Antalya                                                                    | Airbus A320            |
| LOT                | Polsko             | Varšava                                                                             | Embraer E170/E175      |
| Neos               | Mauricius          | Charter: Mauricius (od podzimu 2024)                                                | Boeing 787-900         |
| Neos               | Thajsko            | Charter: Phuket (od podzimu 2024)                                                   | Boeing 787-900         |
| Ryanair            | Spojené království | Londýn-Stansted                                                                     | Boeing 737-800, MAX 8  |
| Ryanair            | Španělsko          | Sezónně: Málaga, Girona                                                             | Boeing 737-800, MAX 8  |
| Smartwings         | Albánie            | Charter: Tirana                                                                     | Boeing 737 Airbus A320 |
| Smartwings         | Bulharsko          | Sezónně: Burgas · Varna                                                             | Boeing 737 Airbus A320 |
| Smartwings         | Egypt              | Hurghada · Marsa Alam \| chartery: Mersa Martúh                                     | Boeing 737 Airbus A320 |
| Smartwings         | Itálie             | Sezónně: Lamezia Terme                                                              | Boeing 737 Airbus A320 |
| Smartwings         | Řecko              | Sezónně: Heraklion · Korfu · Kós · Rhodos · Zakynthos \| chartery: Chania · Preveza | Boeing 737 Airbus A320 |
| Smartwings         | Španělsko          | Chartery: Palma de Mallorca                                                         | Boeing 737 Airbus A320 |
| Smartwings         | Tunisko            | Chartery: Džerba · Enfidha · Monastir                                               | Boeing 737 Airbus A320 |
| Smartwings         | Turecko            | Sezónně: Antalya \| chartery: Bodrum · Dalaman                                      | Boeing 737 Airbus A320 |
| Tailwind Airlines  | Turecko            | Charter: Antalya                                                                    | Boeing 737             |

### Nákladní dopravci
| Letecká společnost | Destinace                               | Frekvence týdně   | Letadlo        | Poznámky                   |
| ------------------ | --------------------------------------- | ----------------- | -------------- | -------------------------- |
| DHL                | Lipsko                                  | 5                 | Boeing 737     | Každý pracovní den         |
| UPS Airlines       | Kolín nad Rýnem                         | 5                 | ATR 42F        | Každý pracovní den         |
| MyFreighter        | Š’-ťia-čuang, Taškent, Almaty Ulanbátar | souhrnně 5x týdně | Boeing 767-300 | Operováno pro EGT Express. |

### Zrušené linky
Letiště se už dvakrát pokoušelo zřídit pravidelné letecké spojení do Mnichova. Od května do listopadu 2005 provozovala pravidelnou linku Ostrava – Mnichov německá společnost Cirrus Airlines. Od září 2009 do 26. března 2010 provozovala stejnou linku třikrát týdně společnost Central Connect Airlines.
Od 2. září 2008 mělo letiště pravidelnou linku do Moskvy. Linka od 15. února 2010 nelétala a její obnovení se neplánovalo. Vytížená byla z deseti až patnácti procent. Linka skončila dříve, než měla začít ztrátový provoz dotovat ruská letecká společnost. Do té doby ztráty hradila společnost Letiště Ostrava.
V zimní sezóně 2010 České aerolinie odsud létaly do izraelského města Tel Aviv na Ben Gurionovo letiště, odlétala každé pondělí. Linka byla provozována především pro cestovní kanceláře.
Od listopadu 2012 bylo zároveň v provozu spojení do Vídně, které zajišťovala společnost Danube Wings, avšak život této linky trval pouhých pár měsíců. Linka byla v květnu 2013 definitivně zrušena a v témže roce na podzim společnost ukončila svou existenci.[zdroj?]
Mezi zářím 2016 až říjnem 2018 odsud létala sezónní (zimní) linka do Dubaje provozovaná dopravcem Smartwings. Ta byla dotovaná krajem a měla nalákat klientelu z oblasti Perského zálivu, to se však nestalo a lety provozované Boeingem 737 se dlouhodobě nevyplácely.
Do 10. ledna 2019 létala do Ostravy pravidelná linka Českých aerolinií, provozovaná turbovrtulovými letadly ATR 72 či ATR 42. V roce 2018 se létalo do Prahy až 16 letů týdně, do Košic 2 lety týdně. V roce 2015 linka do Prahy oslavila 80. výročí. Kromě toho odsud ČSA provozovaly i charterovou linku do chorvatského Splitu. Od letní sezóny došlo navýšení frekvencí až na 4 lety denně. V roce 2019 byla linka zrušena. Důvodem ukončení linek do Prahy i Košic byl, že ČSA vyřadily z flotily stroje ATR a nezůstalo jim tak na tuto linku kapacitně odpovídající letadlo.
Mezi říjnem 2016 až dubnem 2019 odsud létal dvakrát týdně dopravce Ryanair linku do italského Bergama, částečně díky podpoře kraje. Průměrně byla obsazená z 80 %, přesto ji dopravce zrušil a přesunul na letiště Katowice.
30. prosince 2020 letecká společnost SkyUp získala od ukrajinské státní komise pro letectví povolení pro provozování letů na lince Kyjev - Ostrava od 23. dubna 2021 s frekvencí 3x týdně. 19. ledna 2021 oznámilo letiště na svém facebookovém profilu, že SkyUp začne létat od 26. dubna 2021 3x týdně do Kyjeva a zároveň byl k tomuto datu zahájen prodej letenek. Linka však nebyla spuštěna.
V průběhu podzimu roku 2023 letecká společnost Air Montenegro ohlásila linku do černohorské Podgorice. Linka byla operována 1x týdně, vždy v úterky, letounem Embraer E-190 od června do září 2024. Linku využívaly i cestovní kanceláře pro své zájezdy. V lednu 2025 bylo z rezervačního systému aerolinky zřejmé, že linka nebude v roce 2025 obnovena.

## Veřejná železniční trať

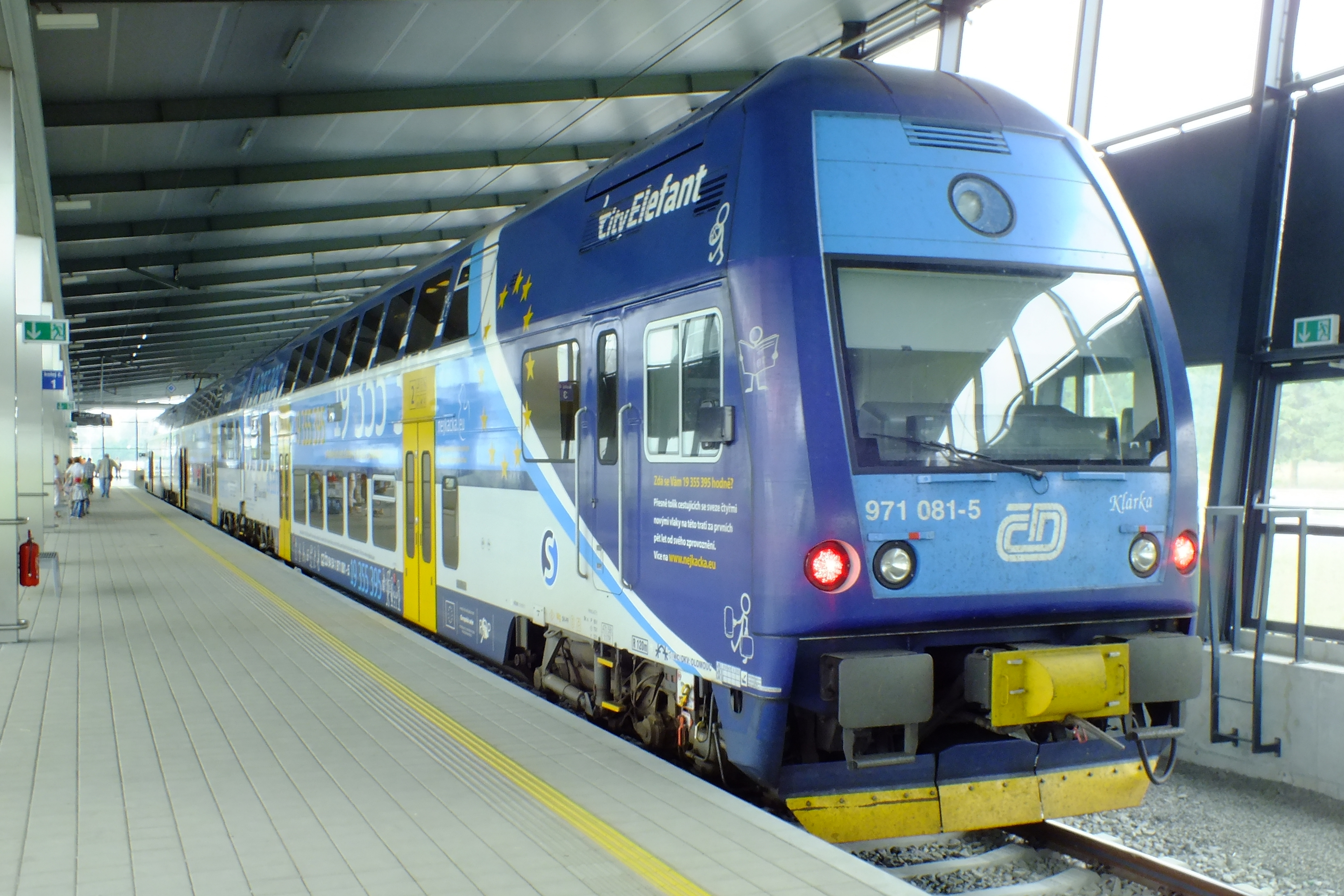
Souprava City Elefant na vlakovém terminálu

Dnem 13. dubna 2015 byla zprovozněna pro cestující železniční trať až na letiště. Tím se Letiště Leoše Janáčka stalo prvním mezinárodním letištěm v ČR, kde je tato možnost dopravy. Vlaková zastávka na letišti nese název Mošnov, Ostrava Airport. Trať odbočuje ve stanici Sedlnice z trati Studénka – Veřovice, avšak peážování přímých spojů z Ostravy na letiště po této trati nebylo v jízdním řádu pro cestující v této tabulce vyznačeno; spoje byly uváděny pouze v tabulce č. 271 (Olomouc) – Přerov – Bohumín. V období od 13. dubna do 12. prosince 2015 byla doprava zajištěna prodloužením některých spojů linky S2 ze stanice Studénka do vlakové zastávky Mošnov, Ostrava Airport.
Od 13. prosince 2015 s příchodem nového jízdního řádu pro rok 2016 je vlaková doprava na letiště (a do přilehlé průmyslové zóny) zajištěna nově vzniklou linkou S4, která je integrována v systému Integrovaném dopravním systému Moravskoslezského kraje. Vlaky jsou vedeny v trase Mošnov, Ostrava Airport – Studénka – Ostrava-Svinov – Ostrava hlavní nádraží a Bohumín. Všechny vlaky jsou nízkopodlažní a jsou vedeny jednotkami RegioPanter. Z důvodu vzniku této nové linky je linka S2 nově vedena ze stanice Mosty u Jablunkova (Mosty koło Jabłonkowa) pouze do stanice Ostrava hlavní nádraží, později však byla opět prodloužena do Studénky.
Od 15. prosince 2024 byl zaveden nový koncept dopravy, kdy spojení na letiště zajišťují vlaky linky S8 společně s linkou S4. Mimo letní období je zde zaveden interval 4 hodiny, v letním období pak 2 hodiny. Díky tomu získaly města a obce na trati 325 (nově 271) spojení s letištěm.

## Rozvoj letiště
Generel rozvoje letiště z roku 2005 předpokládal zvýšení počtu přepravovaných osob z 300 tis. v roce 2005 až na 1 mil. do roku 2010, do roku 2015 pak až 1,5 miliónu. V roce 2007 proběhla obnova letištní techniky, např. zakoupení nových tahačů umožňující přistání největších dopravních letadel např. Boeing 767 nebo Airbus A380 a pořizovací cena nového vozového parku letiště je 339 miliónů Kč (z této částky činila dotace 250 miliónů Kč od Evropské unie z regionálního operačního programu) s cílem přilákat na letiště nízkonákladové letecké dopravce. Po roce 2008 však začaly investice do letiště klesat a Mošnov začal zaostávat za konkurenčními letišti v Brně a v Katovicích. Např. v roce 2015 byl počet odbavených cestujících v Mošnově 259 167, v Brně 466 046 a v Katovicích 3 069 933 cestujících.
Po rušení pravidelných osobních linek v roce 2018 a 2019 vedení letiště poskytlo rozhovory médiím, že se nyní bude letiště zaměřovat na rozvoj cargo přepravy.

## Galerie

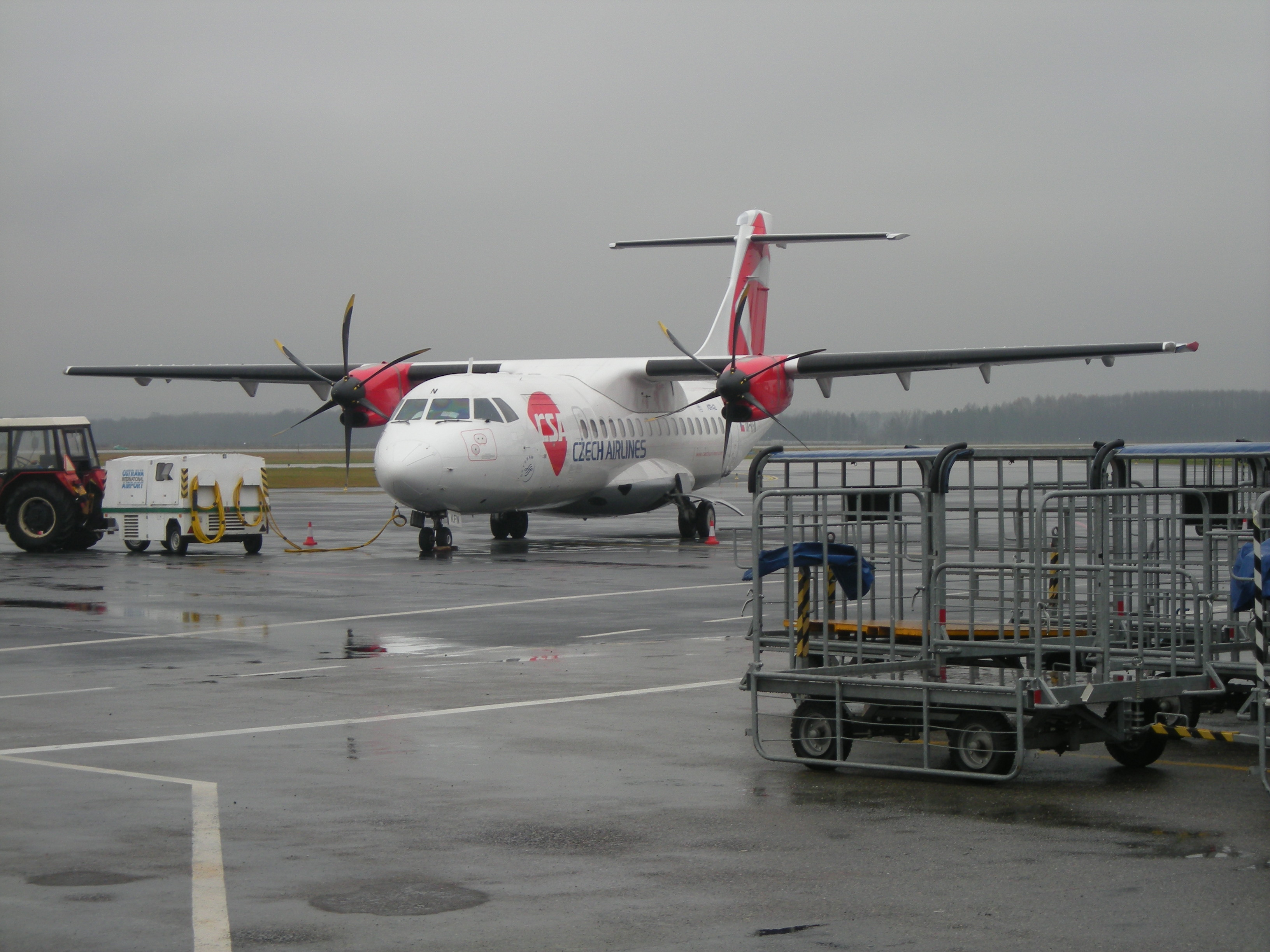
ATR 42-500 společnosti ČSA na ostravském letišti
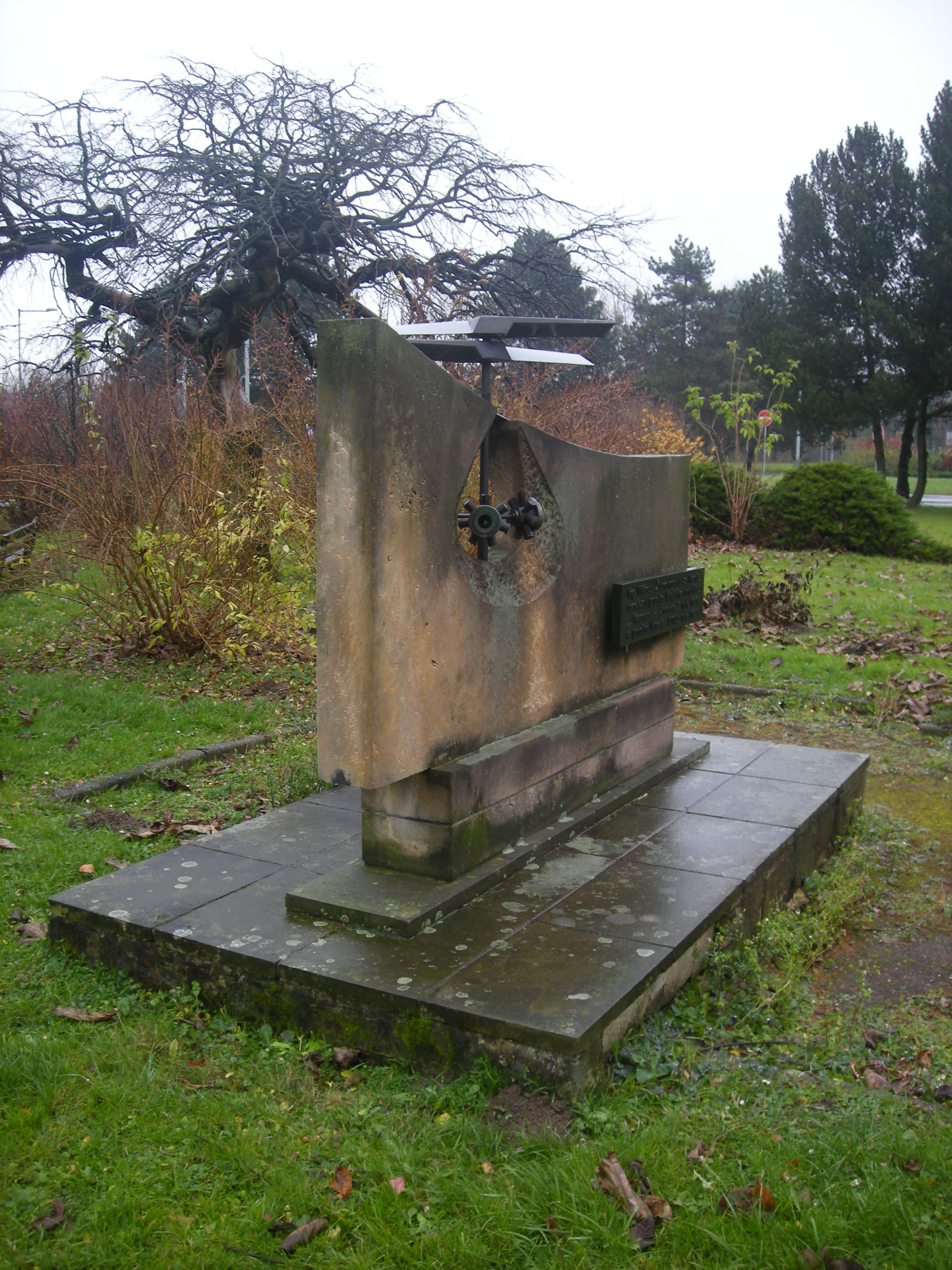
Památník Ing. Vilému Žurovcovi, vynálezci prvního létajícího vrtulníku „Karman - Žurovec“ v roce 1918 a prvního letadla „STOLE“ v roce 1912 na ostravském letišti
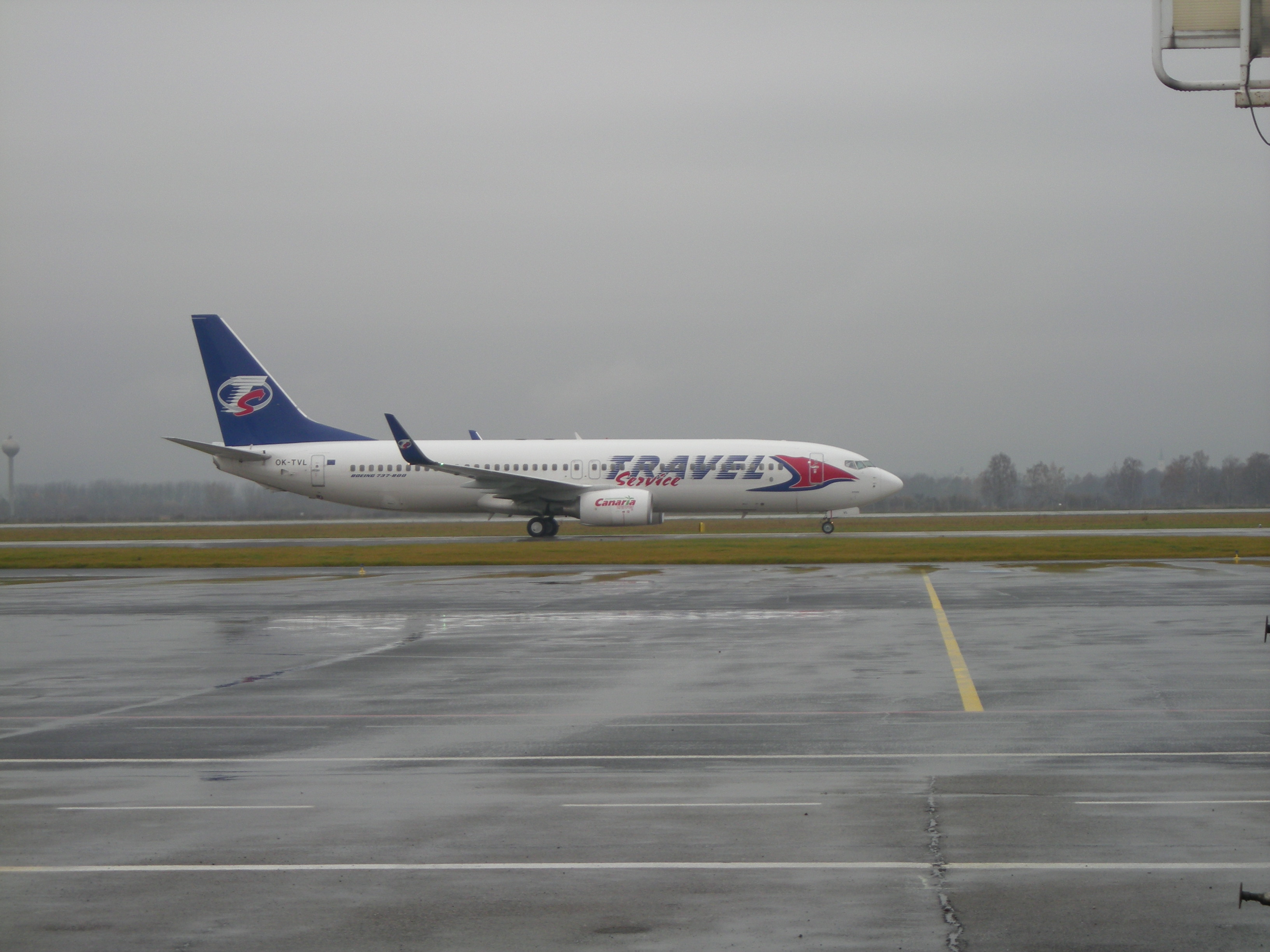
Boeing 737-800 společnosti Travel Service po přistání z Hurghady
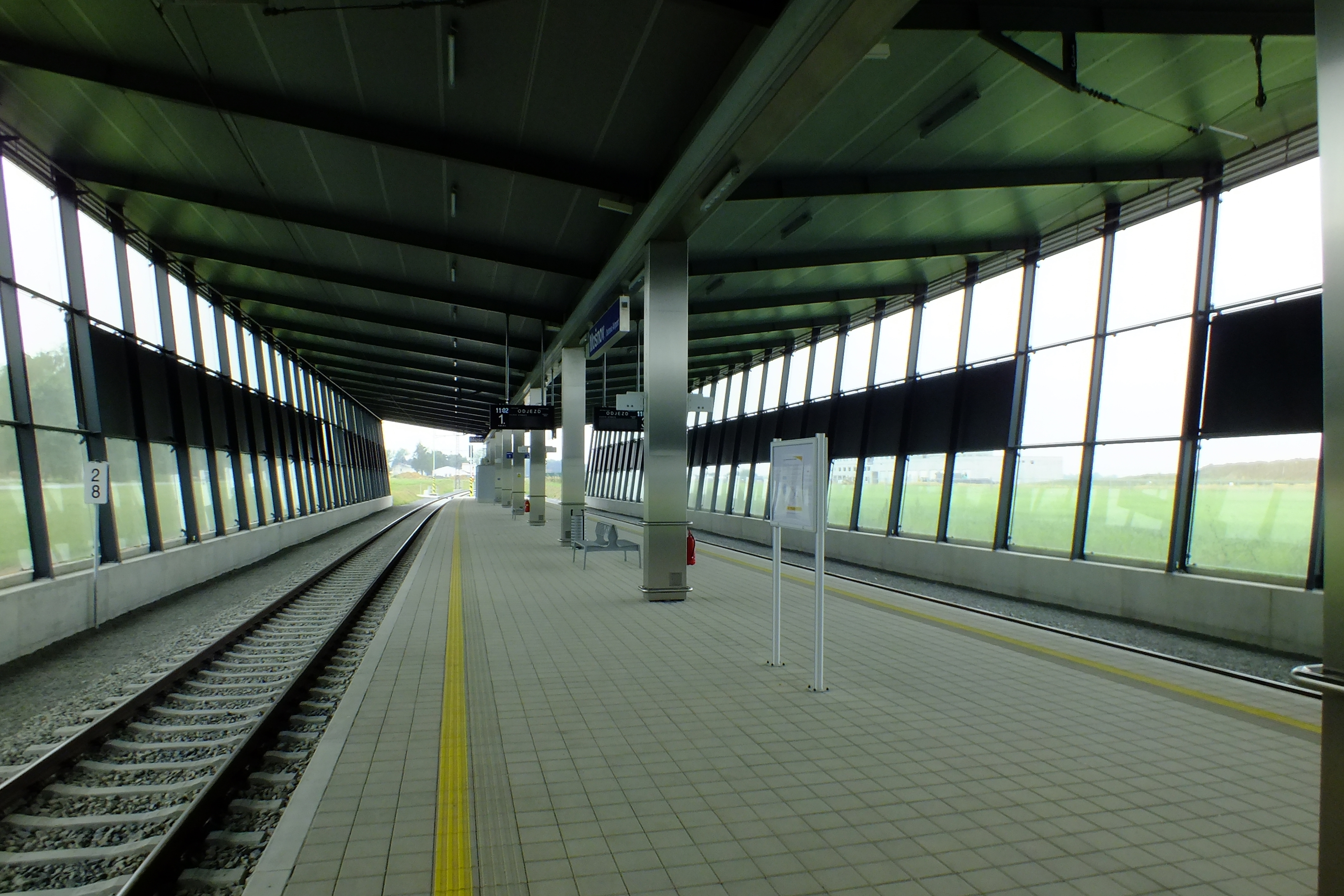
Vnitřní pohled na vlakový terminál
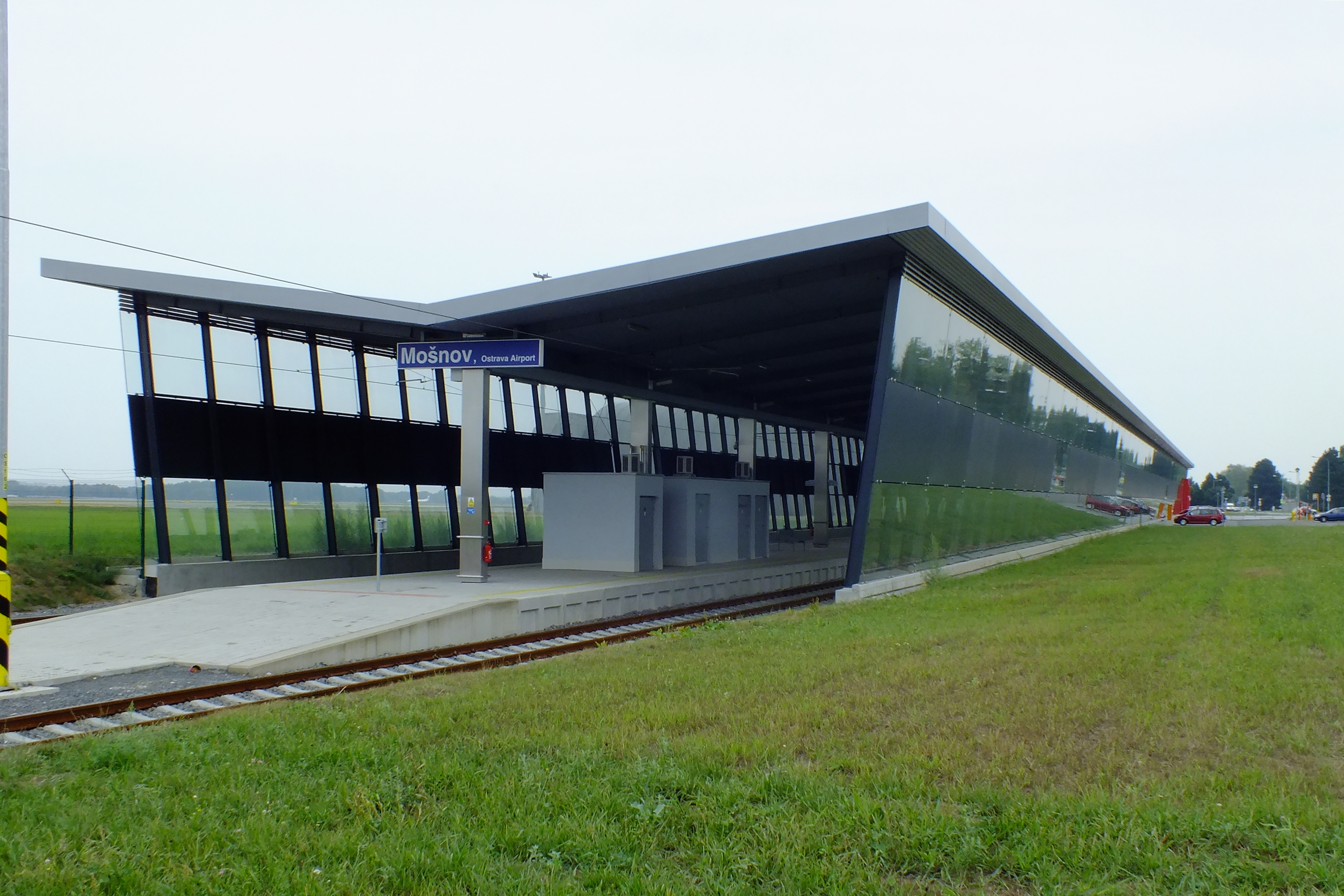
Budova železničního terminálu z venku
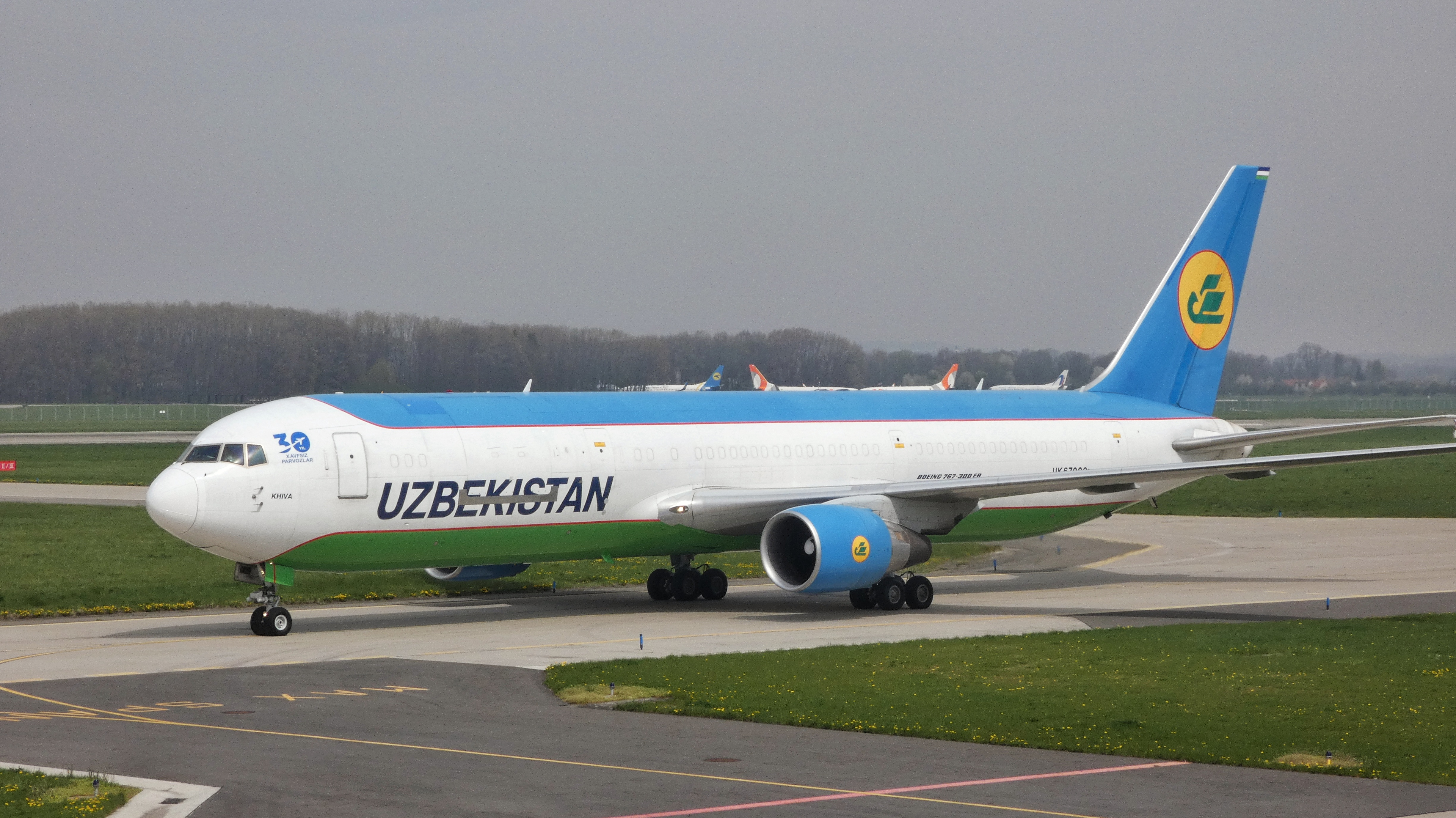
Boeing 767 Uzbekistan Airways po příletu na dráhu 04 ostravského letiště
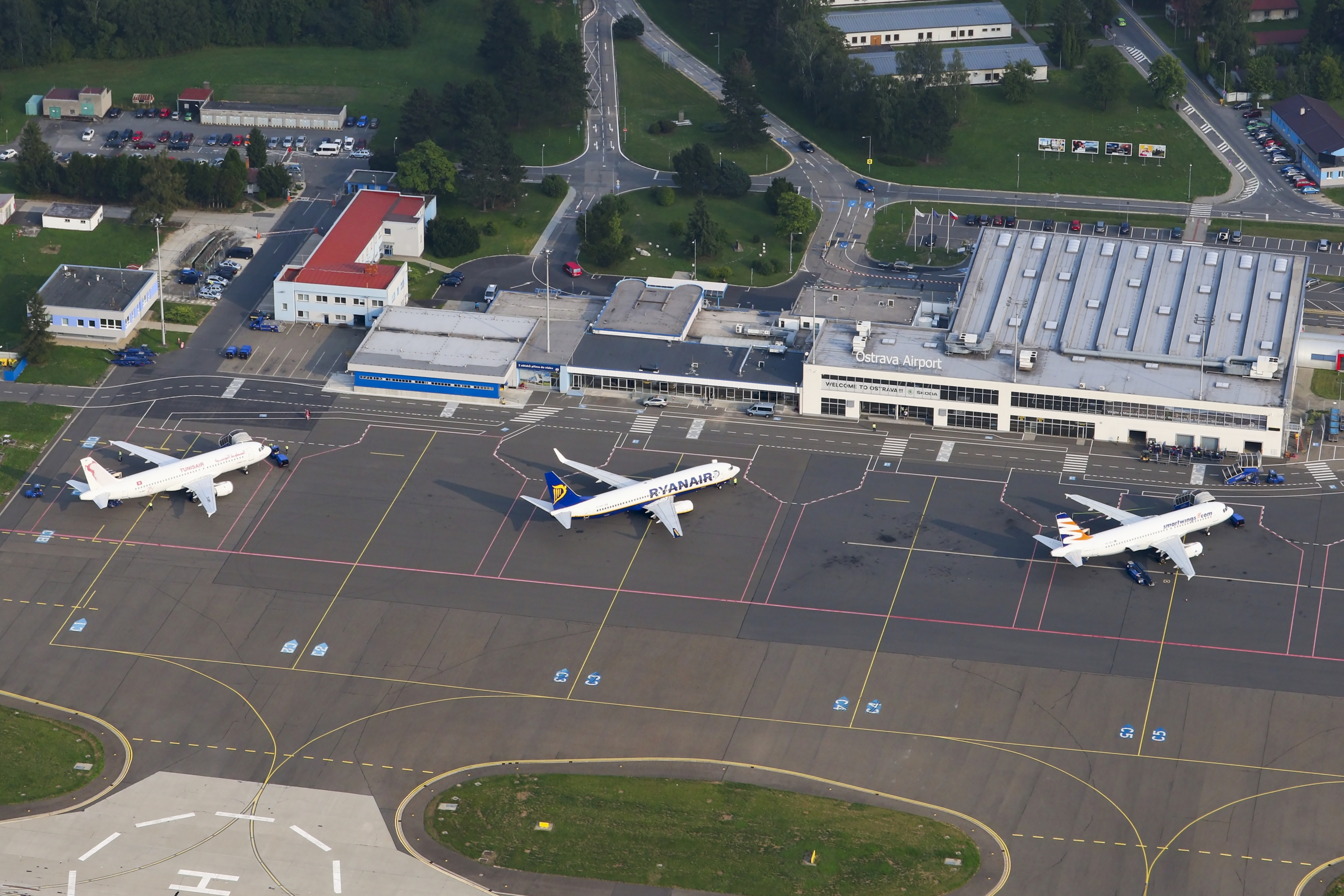
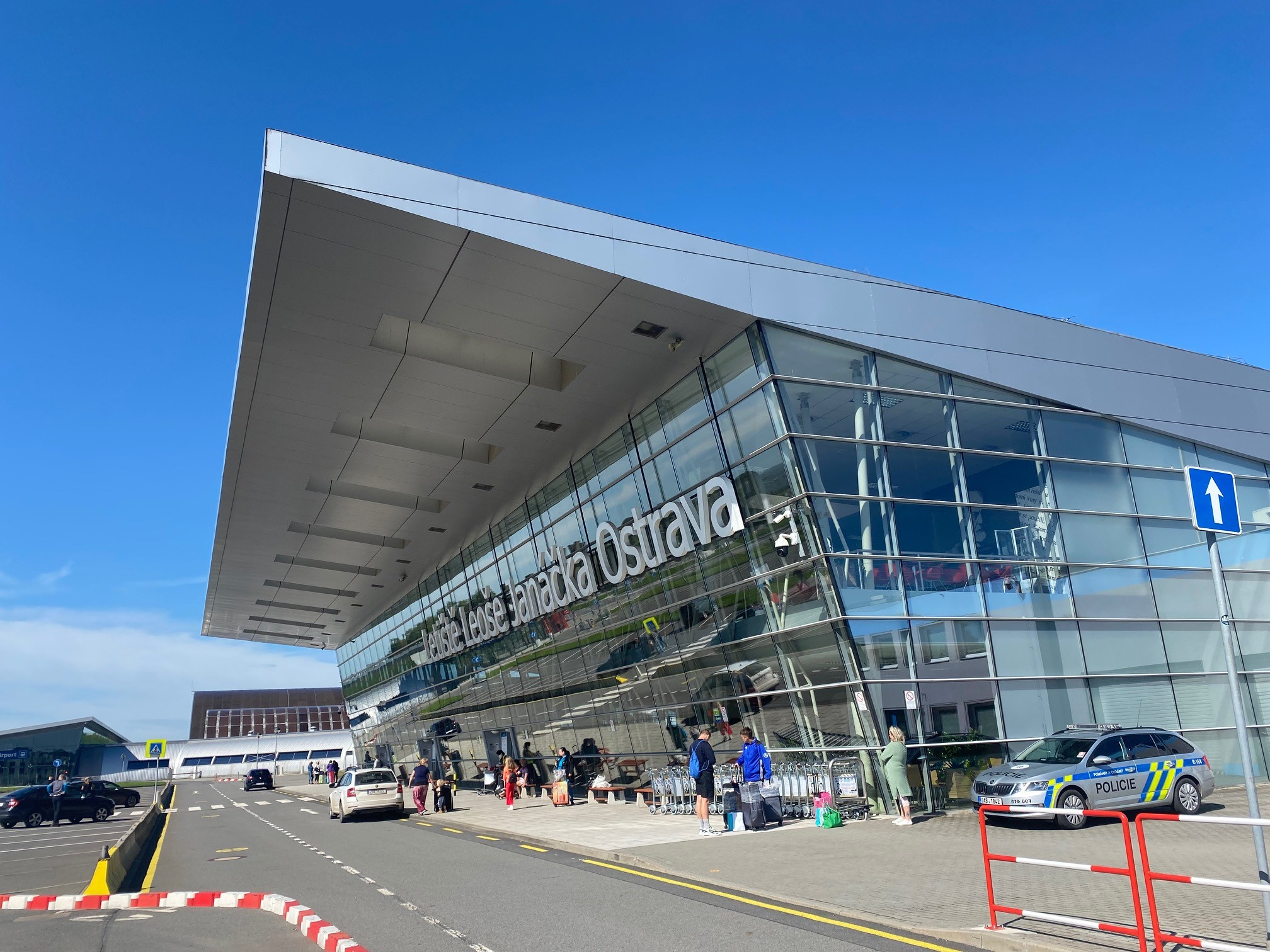
Odletová hala letiště Leoše Janáčka Ostrava
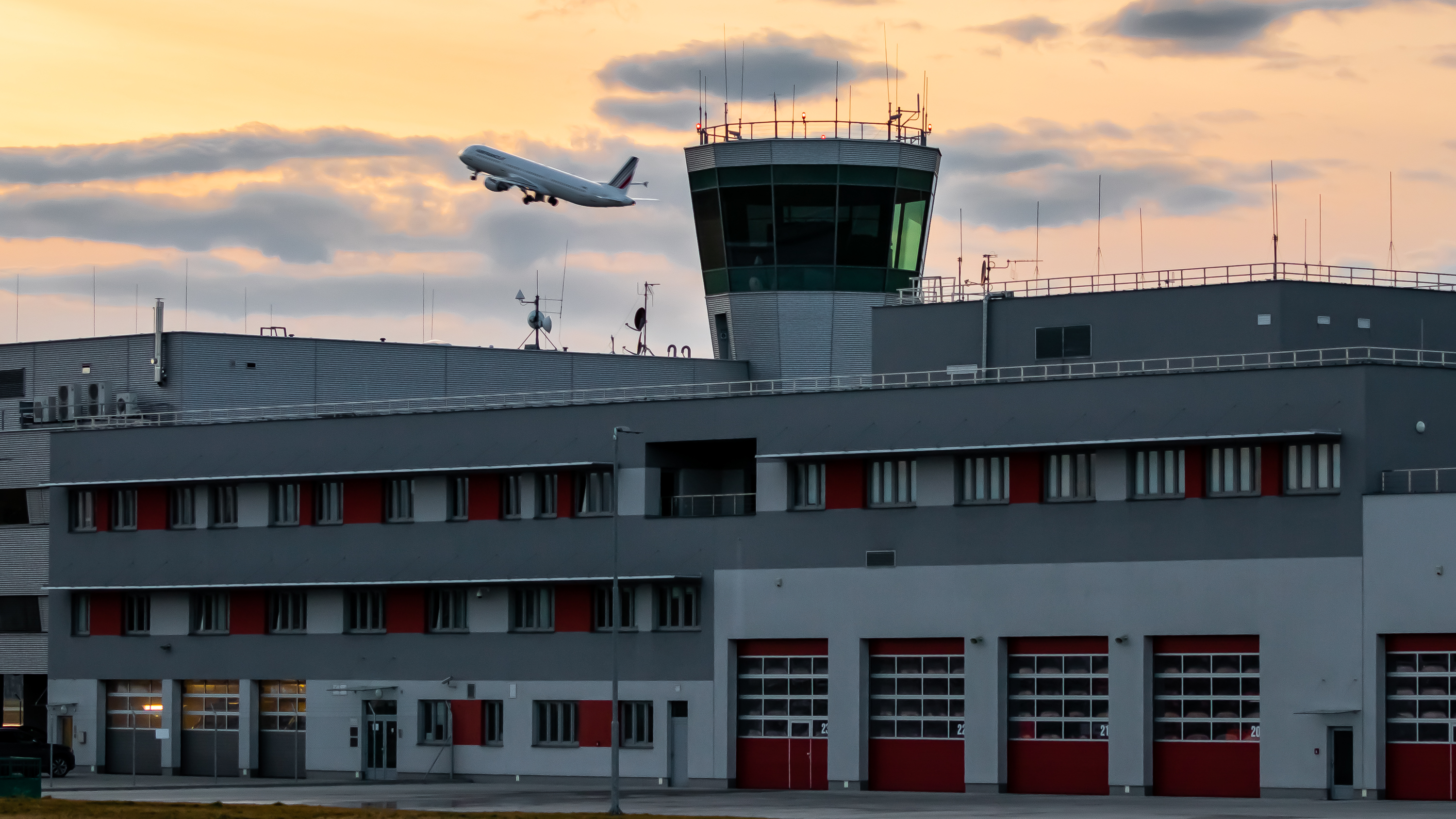
Letiště Leoše Janáčka Ostrava - pohled na řídicí věž ŘLP a HZS